# وزارة الأشغال (ماليزيا)
وزارة الأشغال (بالملايوية: Kementerian Kerja Raya)‏ هي إحدى الوزارات التابعة لحكومة ماليزيا والتي تتولى مسؤولية الأشغال العامة وهيئة الطرق والهندسة والمعمار والمساحة.

## تاريخ
اتخذت الحكومة البريطانية عام 1954 إجراءات لفصل إدارة شبه جزيرة ملايو عن إدارتها الرئيسية المركزية في سنغافورة، وقد شكل هذا الحدث نقطة بداية حيث سُمح لإدارات الحكومة المحلية في شبه جزيرة ملايو بتنفيذ سياساتها وبرامجها الخاصة على التوالي. في عام 1956 عُيَن رئيس وزراء وعدد من الوزراء لقيادة اتحاد شبه جزيرة مالايو [الإنجليزية].
في العام ذاته شُكلت عدة وزارات بما في ذلك وزارة الأشغال، والتي كانت في ذلك الوقت تسمى بوزارة الأشغال والبريد والاتصالات. كان سَردون بن حاجي جبير أول وزير لهذه الوزارة. احتُفظت بوظائف ومسؤوليات دائرة الأشغال العامة وتضمينها ضمن اختصاص إدارة الوزارة. وفي عام 1957 أعيد تنظيم الوزارة وغُير اسمها إلى وزارة الأشغال والنقل.
ازدادت مهام الوزارة وأدوارها في السبعينيات مع التقدم السريع في التنمية الذي حققته البلاد. أُعيد تسمية الوزارة مرة أخرى في 1978 مع زيادة مسؤولياتها فسُميت بوزارة الأشغال والمرافق العامة، وفي الثمانينات سٌميت باسم وزارة أشغال ماليزيا، وظل هذا الاسم معتمدًا حتى مستهل عام 2014.